# Judas
„Judas“ (от английски: „Юда“) е песен на американската певица Лейди Гага, част от втория ѝ студиен албум – „Born This Way“ (2011). Издадена е чрез лейбъла Interscope Records на 15 април 2011 г. като втори сингъл от албума. „Judas“ е електро хаус песен, написана и продуцирана от Гага и RedOne, в която се пее за жена, влюбена в мъж, който я е предал. Текстът рефлектира събития от миналото на певицата, като основното му значение засяга негативни спомени, които я преследват. Лейди Гага добавя, че посланието може да бъде интерпретирано и като това да отдадеш почит на вътрешната си тъмнина, за да достигнеш до светлината. Певицата сама създава обложката на сингъла в Microsoft Word. Критиците приемат добре песента, сравнявайки я с „Bad Romance“, като мнозина от тях смятат, че „Judas“ е трябвало да бъде пилотният сингъл от албума. Редица религиозни групи обаче остават с други впечатления.
„Judas“ има звучене, подобно на други проекти на Лейди Гага, продуцирани от RedOne като „Poker Face“, „LoveGame“, „Bad Romance“ и „Alejandro“. Певицата разкрива, че част от стиховете, които я описват като „безнадежден случай“, са спрямо патриархалните представи за жената. Песента се представя добре през първите седмици след дебюта си, но не е толкова успешна колкото предишни сингли на Гага. „Judas“ достига челната позиция в класацията на Южна Корея и топ 10 в голяма част от световния музикален пазар.
Видеото към песента е заснето през април 2011 г. Режисирано е от Лейди Гага и Лориан Гибсън. В него участва актьорът Норман Рийдъс, популярен с ролята си в сериала „Живите мъртви“. Сюжетът му съдържа библейски препратки, като Гага е в ролята на Мария Магдалина, а Рийдъс е Юда Искариотски. Клипът започва с пътуването им до Йерусалим, съдържа сцена, в която Юда предава Иисус и завършва с хвърляне на камъни по Мария. Още преди премиерата на проекта, католическата църква в САЩ критикува Лейди Гага за включването на религиозни символи. Въпреки това, критиците са впечатлени и видеото печели редица награди. Гага изпълнява сингъла на свои телевизионни появи, по време на концерните си турнета, както и на серията концерти в Лас Вегас, озаглавена „Lady Gaga Enigma“.

## Предистория
Лейди Гага обявява, че вторият сингъл от „Born This Way“ е озаглавен „Judas“ по време на свое интервю за списание Vogue. На 14 февруари 2011 г. певицата потвърждава информацията в радио предаване и допълва, че работи по песента с RedOne. На наградите „Грами“ през 2011 г. продуцентът споделя, че ако пилотният сингъл е оставил полюсни впечатления у хората, „Judas“ ще ги шокира още повече. По време на своя телевизионна поява Гага разкрива, че в песента става въпрос за това да се влюбваш в грешния човек отново и отново. По-късно тя споделя повече относно метафорите в песента и нейното послание:
„Judas“ е метафора и аналогия на прошката, на предателството, на нещата, които те преследват през целия ти живот и как, според мен, именно тъмнината в твоя живот е това, което те осветява и дава път на по-силната светлина да заблести над теб. Някой ми беше казал: „Ако нямаш сенки, не си в светлината“. Тази песен е за измиването на краката и на доброто, и на злото, (бел. ред. в Библията Иисус измива краката на своите ученици в знак на любов и смирение) за това да разбереш и да простиш на демоните от минало си, за да можеш да продължиш напред към величието на своето бъдеще. Просто много ми допадат агресивните метафори – по-силни, по-въздействащи, по-мрачни. Харесват се и от феновете ми. Това е една много предизвикателна и агресивна метафора, но все пак е просто метафора.
Лейди Гага добавя, че вдъхновението за песента се крие в това как тя усеща, че върви към светлината в нейния живот, надничайки към Дявола зад нея, докато се е вкопчила в този източник на светлина. „Пея за това, че съм една глупачка. Въпреки че имам толкова жестоки моменти в своя живот и някои връзки са толкова жестоки, аз все още обичам Юда. Все още се връщам при тези злини“, споделя тя. В друго интервю Гага споделя, че има много неща от миналото ѝ, които я преследват – някои нейни избори, мъже, употреба на наркотици, страхът да се върне в Ню Йорк и да се изправи пред бившите си. Така „Judas“ е символ на нещо, което не е добро за нея, но, от което не може да избяга. „Криволича между светлината и тъмнината, за да разбера коя съм“, казва певицата.

## Обложка и издаване
В епизод 42 на уеб сериала на Лейди Гага, „Transmission Gagavision“, става ясно, че тя сама е направила обложката на сингъла в Microsoft Word. Изображението е съставено от думата „Judas“, изписана с червени главни букви, и червен християнски кръст, в чиято среда е разположено сърце, на черен фон. Гага снима своето творение с мобилния си телефон „за текстура“, което е видимо по пикселите на някои от буквите и кръста. Освен това, отражението на певицата с телефон в ръце също се забелязва.
В епизод 41 Гага анонсира, че песента ще бъде издадена скоро, след което изрича абстрактното „Нека културното кръщение започне! Ако те не са това, което си научен, че са, ще продължиш ли да вярваш?“. Премиерата на „Judas“ е насрочена за 19 април 2011 г., но след като откъси от песента „изтичат“ в интернет, тя е издадена на 15 април 2011 г. Няколко дни преди представянето на сингъла, Лейди Гага споделя стихове в Twitter – „Осъзнах, че любовта е като тухла. Можеш да построиш къща или да потопиш мъртво тяло.“, както и „Дори след трите пъти, в които ме предаде“.

## Обвинение в плагиатство
На 4 август 2011 г. Ребека Франческати, автор на текстове от Чикаго, подава жалба срещу Лейди Гага и Interscope с мотива, че са копирали нейната песен „Juda“, включена в албума „It's All About You“. Новинарският канал NBC Chicago разкрива, че басистът Брайън Гейнър, който работи по песента с Гага, е свирил и за Франческати. Част от жалбата гласи, че Франческати настоява за част от приходите от „Judas“, базирайки се на твърдението, че песента заимства „съществени, оригинални части“ от нейната творба.
През юни 2014 г. жалбата е отхвърлена без съдебно дело. Съдията отсъжда: „Различията между двете песни толкова надделяват над въпросните прилики, че не може дори да се каже, че мелодиите си приличат. Съгласни сме с ответниците, че песните нямат сходен текст, тематиката е различна и музикално двете изобщо не звучат подобно“.

## Музикално видео

### Разработка
Видеото към „Judas“ е заснето на 2 и 3 април 2011 г. и е режисирано от Лейди Гага и нейния хореограф Лориан Гибсън. Актьорският състав включва Норман Рийдъс в ролята на Юда и Гага в ролята на Мария Магдалина. Лориан Гибсън и Гага искат режисурата да е съвършена и решават сами да работят по нея. Гибсън споделя, че, работейки с Ник Найт по видеото на „Born This Way“, двете са се чувствали сякаш идеите им не са представени по начина, по който те са искали. Първоначално са се свързали с режисьор, но графиците им не са съвпаднали и мениджърът на певицата е дал възможност Гага и Гибсън сами да режисират клипа.
Лориан Гибсън разкрива, че ѝ е трябвало време да се съгласи, тъй като тъкмо е приключила работа по концертния запис на Лейди Гага за HBO, но не е могла да устои. В интервю тя казва, че видеото представя един обновен Йерусалим и че е имало две различни идеи за сюжета и съответно са се водили дебати кой от двата да бъде избран. Клипът нарочно е създаден шокиращ, но главното послание на сюжета е за потисничеството, това да следваш сърцето си и триумфа на свободата.
Преди премиерата на проекта Лейди Гага споделя, че видеото съдържа мотоциклети и смъртен случай. Тя описва героинята си като „неспособна на покаяние“, което е провокирано от непрестанните обвинения по неин адрес от страна на медиите, че е „долнопробна или претенциозна, или това, или онова. С клипа по свой начин казвам, че линията е прекрачена – нито ще се опитвам да се разкайвам, нито има защо“. Прошката и съдбата също имат роля в сюжета, като Гага иска историята да е представена в стила на Федерико Фелини с апостолите като революционери в модерен Йерусалим. Те са предвождани от певицата в образа на Магдалина, която ги отвежда до Иисус. Въпреки ранните планове видеото да бъде представено по време на епизод от десетия сезон на „American Idol“, премиерата се състои в предаването „E! News“ на 5 май 2011 г.

### Сюжет
Клипът започва с хайка мотористи, движещи се по магистрала, облечени в кожени якета. Групата олицетворява дванадесетте апостоли, сред които е и Юда, които следват Иисус. Лейди Гага в образа на Мария Магдалина е на мотора на мъж, наподобяващ Иисус, който носи златен трънен венец на главата си. Песента започва, когато хайката минава под надлез. Групата достига крайната си цел – „Electric Chapel“ (от английски: „Електрически параклис“), което е препратка към друга песен от албума „Born This Way“. Следва сцена с хореография. Героинята на Гага любопитно наблюдава как Юда влиза в клуба и веднага се забърква в караница. Стараейки се да предпази Иисус от боричкането, тя се опитва да го предупреди за предстоящото предателство, но е пленена от чара на Юда. Следват близки кадри на Лейди Гага, която е с ексцентричен грим, подобен на египетския амулет Окото на Хор. За други кадри тя е облечена със синьо горнище, на което е поставено светото сърце. Пеейки „да построиш къща“, Гага посочва към Петър, а по време на стиха „или да потопиш мъртво тяло“ – към себе си.
В кулминацията след втория припев, певицата опира пистолет в устата на Юда, но от него излиза червило, което се размазва по устните му. Сцената символизира отказа на Гага да убие Юда. Музиката спира внезапно и се появява сцена, в която Лейди Гага е на колене във вана с Юда и Иисус и мие краката им и ги почиства с косите си. Следват кадри, на които тя е застанала сама на скала, докато вълни се разбиват около нея, напомняйки на „Раждането на Венера“ от Сандро Ботичели. Песента започва отново, докато Юда изсипва бира във ваната. След това виждаме Иисус, който стои сам на сцена, заобиколен от последователите си, като декорът наподобява скелетата по строежите в Ню Йорк. Гага коленичи пред Иисус, опитвайки се да му обясни нещо, но той слага ръката си върху главата ѝ, докато Юда ги гледа отстрани. Следва Целувката на Юда, след която певицата пада на земята. Видеото не завършва със смъртта на Иисус или Юда, а с тази на Гага, която е обстрелвана с камъни от агресивна тълпа.

## Екип
- Лейди Гага – вокали, текстописец, продуцент, беквокали
- Надир Каят – текстописец, продуцент, редакция вокали, аранжимент вокали, беквокали, аудио инженер, инструментал, програмиране, звукозапис
- Тревър Мъзи – звукозапис, редакция вокали, аудио инженер, инструментал, програмиране, аудио миксиране
- Дейв Ръсел – допълнителен звукозапис
- Джин Грималди – аудио мастеринг

## Любопитни факти
- На 8 май 2018 г. швейцарската метъл група „Rage of Light“ издава метъл римейк на песента.